# Ordinary Corrupt Human Love
Ordinary Corrupt Human Love è il quarto album in studio del gruppo blackgaze statunitense Deafheaven, pubblicato il 13 luglio 2018 dall'etichetta ANTI- Records. Il titolo dell'album è stato ispirato dal romanzo del 1951 Fine di una storia di Graham Greene.

## Concezione e pubblicazione
Il 30 gennaio 2018 i Deafheaven pubblicano sui social media una foto dei membri intenti a registrare in studio, confermando successivamente su Pitchfork di essere al lavoro sul nuovo album al 25th Street Recording di Oakland, California insieme al loro produttore storico Jack Shirley.
Il 18 aprile la band pubblica il singolo Honeycomb ed il giorno seguente annuncia l'uscita dell'album con susseguente tour promozionale.
Il 12 giugno esce il singolo Canary Yellow. Lo streaming dell'album è stato reso disponibile in anteprima su NPR il 5 luglio, prima di essere ufficialmente pubblicato il 13 luglio dall'etichetta ANTI-.

## Accoglienza
| Recensione    | Giudizio |
| ------------- | -------- |
| AllMusic      |          |
| The A.V. Club | B+       |
| Clash         | 8/10     |
| Consequence   | A–       |
| Metacritic    | 85/100   |
| Kerrang!      |          |
| NME           |          |
| Pitchfork     | 8,5/10   |
| Q             |          |
| Rolling Stone |          |

L'album è stato accolto positivamente dalla critica, ottenendo su Metacritic un punteggio di 85/100 basato su 26 recensioni.
L'album ha anche raggiunto un buon successo commerciale, riuscendo ad entrare nelle classifiche di vendita nazionali di Australia, Belgio, Germania, Scozia, Regno Unito e Stati Uniti.

## Tracce
Testi e musiche di George Clarke e Kerry McCoy.
1. You Without End (feat. Nadia Kury) – 7:36
2. Honeycomb – 11:04
3. Canary Yellow – 12:17
4. Near – 5:28
5. Glint – 10:57
6. Night People (feat. Chelsea Wolfe e Ben Chisholm) – 4:07
7. Worthless Animal – 10:07

## Formazione
Deafheaven
- George Clarke – voce, pianoforte, tastiere
- Kerry McCoy – chitarra
- Daniel Tracy – batteria
- Shiv Mehra – chitarra
- Chris Johnson – basso

Altro personale
- Jack Shirley – registrazione, produzione, mixaggio, mastering
- Nadia Kury – spoken word in You Without End
- Chelsea Wolfe – voce e produzione in Night People
- Ben Chisholm – voce e produzione in Night People
- Nick Steinhardt – direzione artistica, design
- Sean Stout – fotografia

## Classifiche
| Classifica (2013)                | Posizione massima |
| -------------------------------- | ----------------- |
| Australia                        | 54                |
| Belgio (Fiandre)                 | 90                |
| Germania                         | 23                |
| Regno Unito                      | 99                |
| Stati Uniti                      | 111               |
| Stati Uniti (Top Rock Albums)    | 18                |
| Stati Uniti (Hard Rock Albums)   | 5                 |
| Stati Uniti (Vinyl Albums)       | 1                 |
| Stati Uniti (Independent Albums) | 4                 |
| Stati Uniti (Tastemakers Albums) | 2                 |